# プレナイト
プレナイト（Prehnite）はケイ酸塩鉱物の一種。和名は葡萄石（ぶどうせき）。主に宝石として利用される。

## 概要
ケイ酸、アルミニウム、石灰、水からなり、硬度は6から6.5。この鉱物を最初に発見したオランダの軍人であり鉱物収集家であったHendrik von Prehnにちなんでプレナイトと名付けられた。和名はブドウの房のような形で産出されることがあることにちなむ。